# Váradelőhegyi prépostság
A Váradelőhegyi prépostságot Szent István vértanúról nevezték el. A Premontrei rend legrégibb prépostsága volt Magyarországon.

## Története
A Sebes-Körös jobb partján fekvő prépostság keletkezését az 1130 körüli időkre tehetjük. Alapítási körülményei ismeretlenek, valószínűleg királyi alapítású volt, mert az esztergomi érsekség alá tartozott.
Legkorábbi hiteles említése 1214-ben, a Váradi regestrumban volt. 1235-ben pedig a Catologus Ninivensis jegyzék 9 magyarországi filiáját sorolta fel.
1332–1336 között a pápai tizedjegyzék szerint az országban a legmagasabb jövedelmű szerzetházak közé tartozott.
Hiteleshely volt és a prépostok főpapi jelvények viselésére voltak feljogosítva. Hiteleshelyi tevékenysége a 14. századelső felében volt a legkiterjedtebb.  A tatárjárás alatt 1241-ben teljesen elpusztult, de a tatárjárás utáni időkben ismét benépesült.
1340–1370 között, János prépostsága idején gyors hanyatlásnak indult. A konvent tagjainak száma lecsökkent, kétszer is megkísérelték letétetni elöljárójukat. A hiteleshelyi feladatokat világi alkalmazottakra bízták, majd 1351 után, az országos szigorítás miatt meg kellett szüntetniük.
1453 körül; István prépost alatt, csaknem elnéptelenedett, ettől kezdve csupán commendatorok igazgatták, majd 1495-1497 között Kálmáncsehi Domonkos püspök Szent László király tiszteletére társaskáptalanná alakította át.
1556 körül a reformáció hatására a káptalanság megszűnt.
1705–1710 között a perneggi (Alsó-Ausztria), majd a loukai (Morvaország) apát szerzett jogosultságot az egykori prépságra. A már rég elpusztult monostor helyett Várad-Olasziban építettek rendházat egy adminisztrátor részére, azonban 1787-ben II. József rendelete ezt is feloszlatta.
1802 I. Ferenc király a prépostságot visszaállította és Jászóval egyesítette. Megkapták a pálosok egykori templomát és kolostorát is. A rendtagok lelkipásztori munkát végeztek, 1808: átvették volt jezsuita gimnázium vezetését is, 1826ban pedig a volt jezsuita akadémián is oktattak. 1850-ben a két intézményt egybekapcsolták. 1923-ban, a trianoni békeszerződés után a románok megszüntették, 1940–1944 között ismét működött.
Birtokai Bunyitay Vince szerint a következő helységekben voltak:
- Hernek (Diószeg határában) 1307, Szeben, Őssi 1341, Monostoros vagy Felső-Ábrány, Margitta mellett 1451, Almamező 1435, Győr (Sarkad közelében) 1435, Tamási a tatárjárás előtt. (Bunyitay i. m. II. 388.)